# Vera Feščenko
Vera Feščenko (in russo Вера Фещенко?; 18 novembre 1984) è una pentatleta russa.

## Palmarès
In carriera ha conseguito i seguenti risultati:
- Europei

Lipsia 2009: argento nel pentathlon moderno staffetta a squadre.